# Secret candent

Secret candent és una novel·la de Stefan Zweig escrita en 1911 traduïda al català. Ha inspirat la pel·lícula homònima de Robert Siodmak.

## Argument
Un jove aristòcrata s'apropa a una mare jueva després d'haver-se guanyat la confiança del seu fill. Aquest té gelosia de la relació que tenen els dos adults i intenta impedir els seus encontres. Llavors la mare s'enfada i exigeix una disculpa al nen, el qual s'escapa perquè troba la conducta de la seva mare indigna. El nen va a trobar-se amb el seu pare i la seva àvia i la mare, penedida, el segueix per reconciliar-s'hi. Aleshores el nen accepta no dir res de les relacions il·lícites i comparteix el secret de la parella, que no arriben a ser amants malgrat els intents del noble.

## Anàlisi
La novel·la comparteix amb altres obres de Zweig el gust per l'anàlisi detallada dels sentiments i l'aproximació a la psicoanàlisi i les teories de Freud, en aquest cas pel complex d'Èdip del nen, que es manifesta en una relació possessiva amb la mare que intenta allunyar el competidor home, i per la repressió d'ella, que la fa caure en el remordiment a causa de la moral de l'època, que condemna la infidelitat i més en el cas de la dona. El noble apareix com a estereotip de seductor agressiu i estableix un triangle de tensió amb mare i fill. Ells dos només poden restablir el vincle quan comparteixen el secret ardent que dona títol a la novel·la i, esdevenint còmplices, s'alien tant contra el seductor frustrat (l'instint maternal venç la luxúria) com contra el pare que podria reprovar la conducta de la dona. La crítica ha vist en aquest final una defensa de l'ordre tradicional, en risc per l'ambient que acabaria en la primera guerra mundial, i que està lligat a una cultura centroeuropea que l'autor descriu amb nostàlgia en llibres posteriors.